# Rote Liste gefährdeter Schnabelkerfe Japans
Diese Rote Liste gefährdeter Schnabelkerfen Japans ist ein Ausschnitt der durch das Japanische Umweltministerium veröffentlichten Roten Liste gefährdeter Insekten Japans. Andere untersuchte Wildtier- und Pflanzenarten werden ebenfalls in separaten Listen veröffentlicht und in der Roten Liste gefährdeter Arten Japans zusammengefasst. Die Unterkategorien sind für die Tierarten Säugetiere, Vögel, Amphibien, Reptilien, Brack-/Süßwasserfische, Insekten, Land-/Süßwassermollusken und andere wirbellose Tiere, sowie für die Pflanzenarten Gefäßpflanzen, Moos, Algen, Flechten und Pilze.
Die Gesamtüberprüfung der gefährdeten Arten wird ungefähr alle fünf Jahre durchgeführt. Ab 2015 werden Arten deren Gefährdungskategorie aufgrund einer Verschlechterung des Lebensraums oder ähnlichem erneut untersucht werden müssen, jederzeit nach Bedarf einzeln überarbeitet. Die letzte überarbeitete Ausgabe ist die Rote Liste 2020. Dabei gibt es in Japan mehr als 32.000 Insektenarten zu untersuchen und in Gefährdungskategorien zu unterteilen. Die in Japan gefährdeten Schnabelkerfen sind im Folgenden aufgelistet. Die Gefährdungskategorien entsprechen dabei nicht der internationalen Einstufung der IUCN.
| Jahr | EX | EW | CR | EN | VU | NT | DD | Gesamtzahl |
| ---- | -- | -- | -- | -- | -- | -- | -- | ---------- |
| 2020 | 0  | 0  | 5  | 1  | 22 | 53 | 10 | 91         |

## Vom Aussterben bedroht (CR)
5 Arten:

- Platypleura albivannata, jap. イシガキニイニイ
- Diplonychus rusticus, jap. タイワンコオイムシ
- Lethocerus indicus, jap. タイワンタガメ
- Laccotrephes grossus, jap. タイワンタイコウチ
- Aphelocheirus kawamurae, jap. カワムラナベブタムシ

## Stark gefährdet (EN)
1 Art:

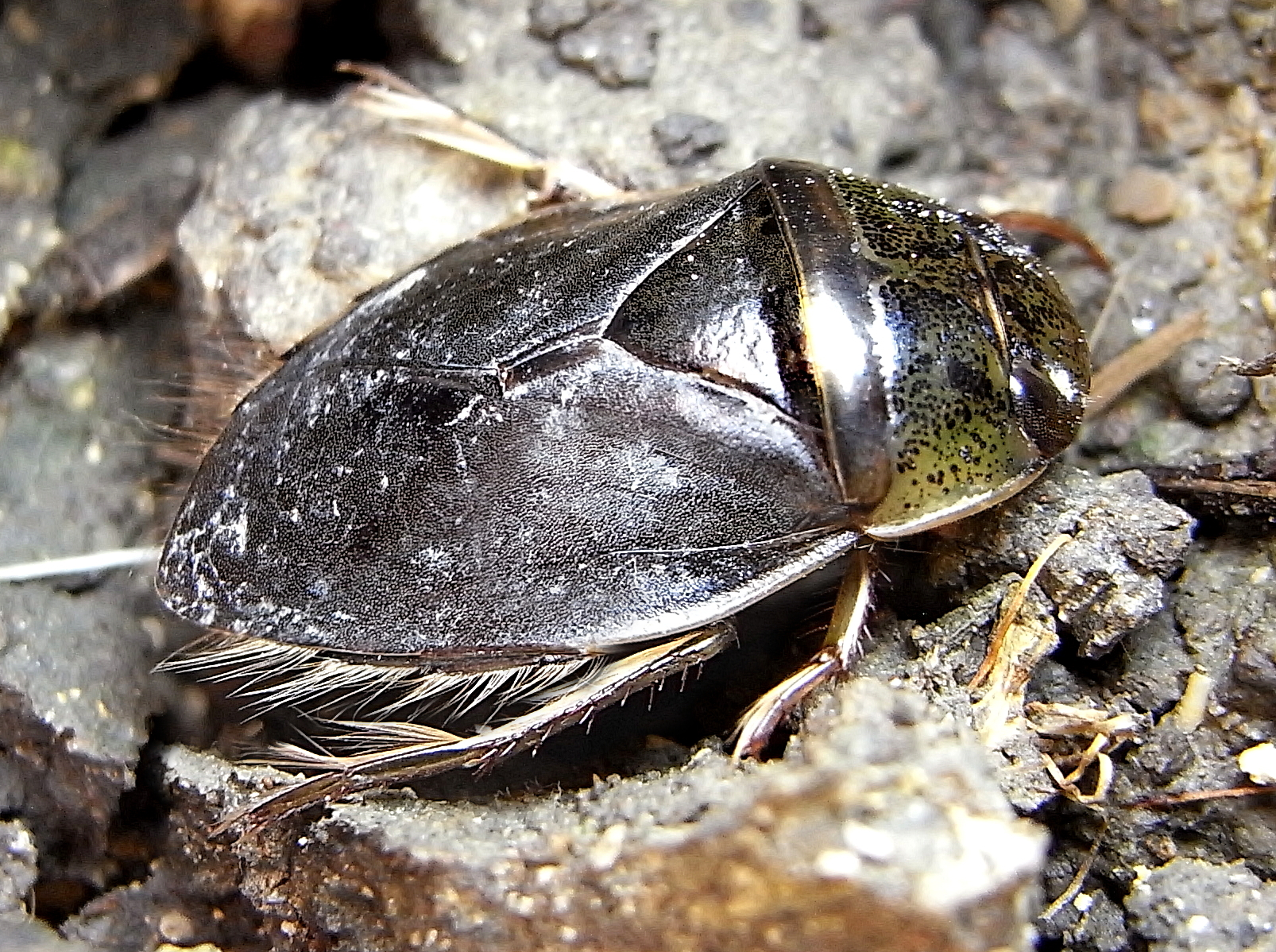
Schwimmwanze

- Schwimmwanze (Ilyocoris cimicoides exclamationis, jap. コバンムシ)

## Gefährdet (VU)
22 Arten:

- Trypetimorpha japonica, jap. ハウチワウンカ
- Euterpnosia chibensis daitoensis, jap. ダイトウヒメハルゼミ
- Muda kuroiwae, jap. クロイワゼミ
- Suisha coreana, jap. チョウセンケナガニイニイ
- Cacopsylla boninofatsiae, jap. ムニンヤツデキジラミ
- Cacopsylla maculipennis, jap. チャマダラキジラミ
- Elatobium itoe, jap. ツツジコブアブラムシ
- Hemipodaphis persimilis, jap. ケヤキワタムシ
- Unisitobion corylicola, jap. ハシバミヒゲナガアブラムシ
- Hydrometra albolineata, jap. イトアメンボ
- Xiphovelia boninensis, jap. ケブカオヨギカタビロアメンボ
- Asclepios shiranui, jap. シオアメンボ
- Halobates matsumurai, jap. シロウミアメンボ
- Limnometra femorata, jap. トゲアシアメンボ
- Kirkaldyia deyrolli, jap. タガメ

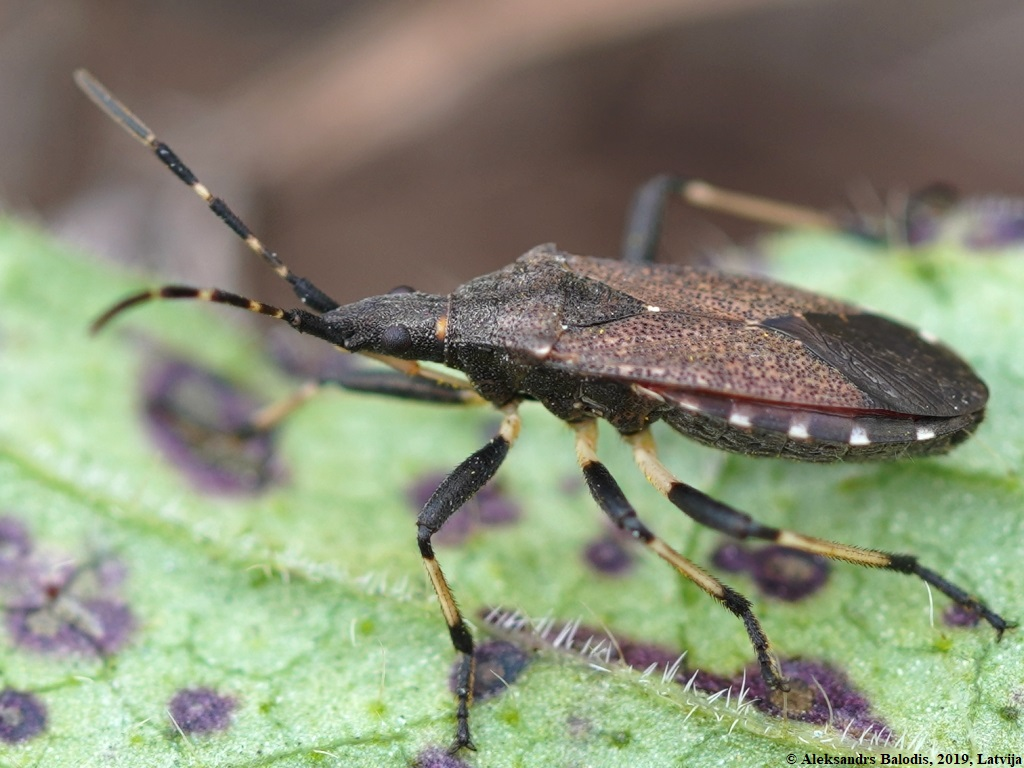
Dicranocephalus medius

- Aphelocheirus nawae, jap. トゲナベブタムシ
- Heterotrephes admorsus, jap. エグリタマミズムシ
- Kitocoris hahajima, jap. ハハジマハナカメムシ
- Myiophanes tipulina, jap. ゴミアシナガサシガメ
- Ptilocerus immitis, jap. フサヒゲサシガメ
- Triatoma rubrofasciata, jap. オオサシガメ
- Dicranocephalus medius, jap. ブチヒゲツノヘリカメムシ

## Potentiell gefährdet (NT)
53 Arten:

- Tanna ishigakiana, jap. イシガキヒグラシ
- Hiraphora longiceps, jap. オガサワラハナダカアワフキ
- Batracomorphus ogasawarensis, jap. オガサワラアオズキンヨコバイ
- Glossocratus fukuroki, jap. フクロクヨコバイ
- Psammotettix kurilensis, jap. スナヨコバイ
- Celtisaspis japonica, jap. エノキカイガラキジラミ
- Xiphovelia japonica, jap. オヨギカタビロアメンボ
- Gerris babai, jap. ババアメンボ
- Limnogonus nitidus, jap. ツヤセスジアメンボ
- Limnoporus esakii, jap. エサキアメンボ
- Neogerris boninensis, jap. オガサワラアメンボ
- Hermatobates weddi, jap. サンゴアメンボ

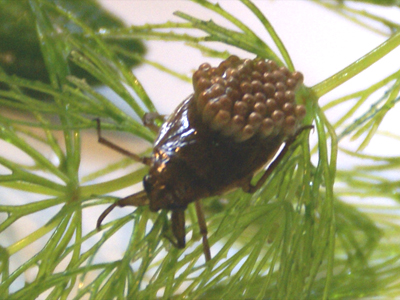
Appasus japonicus

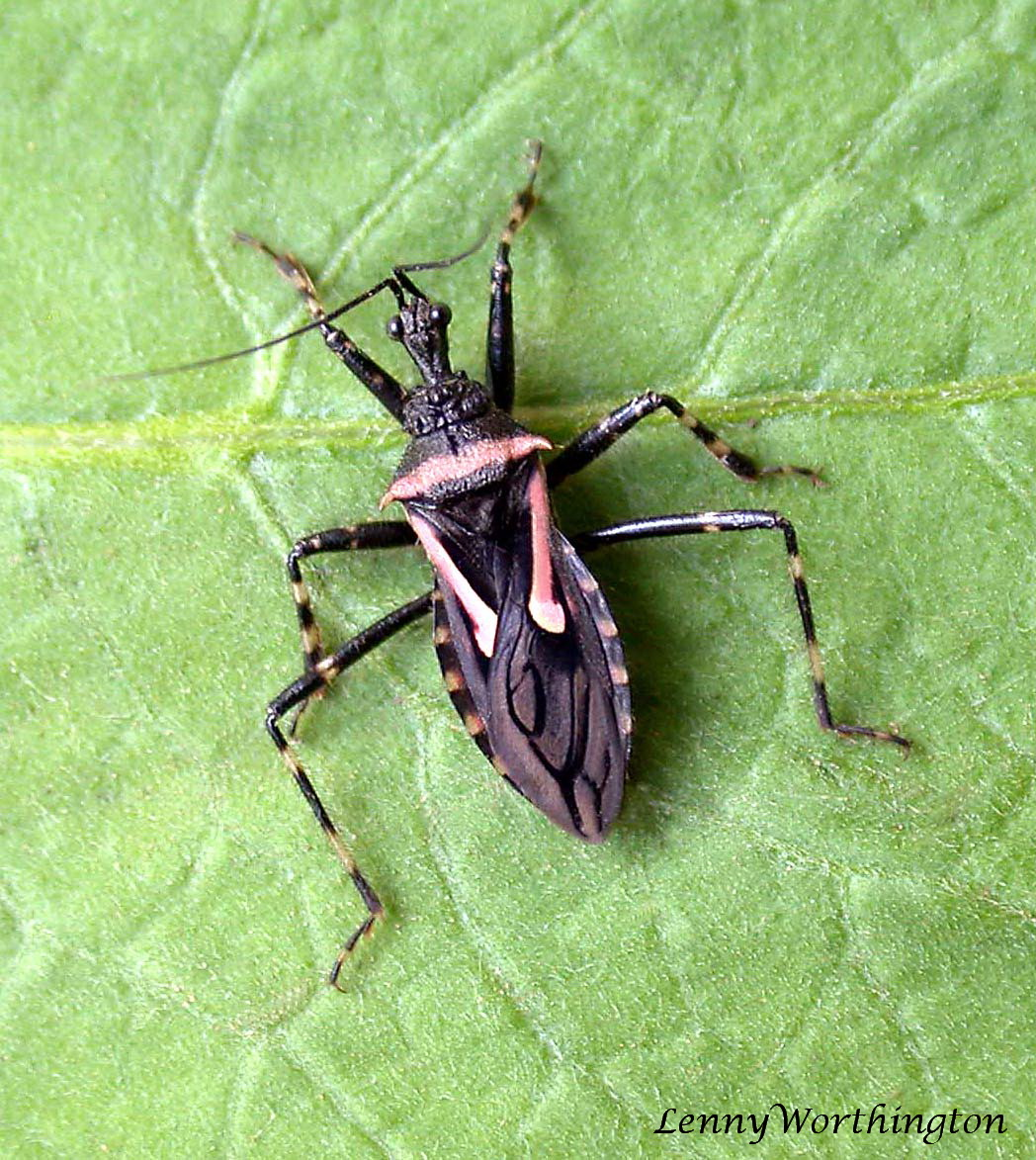
Acanthaspis cincticrus

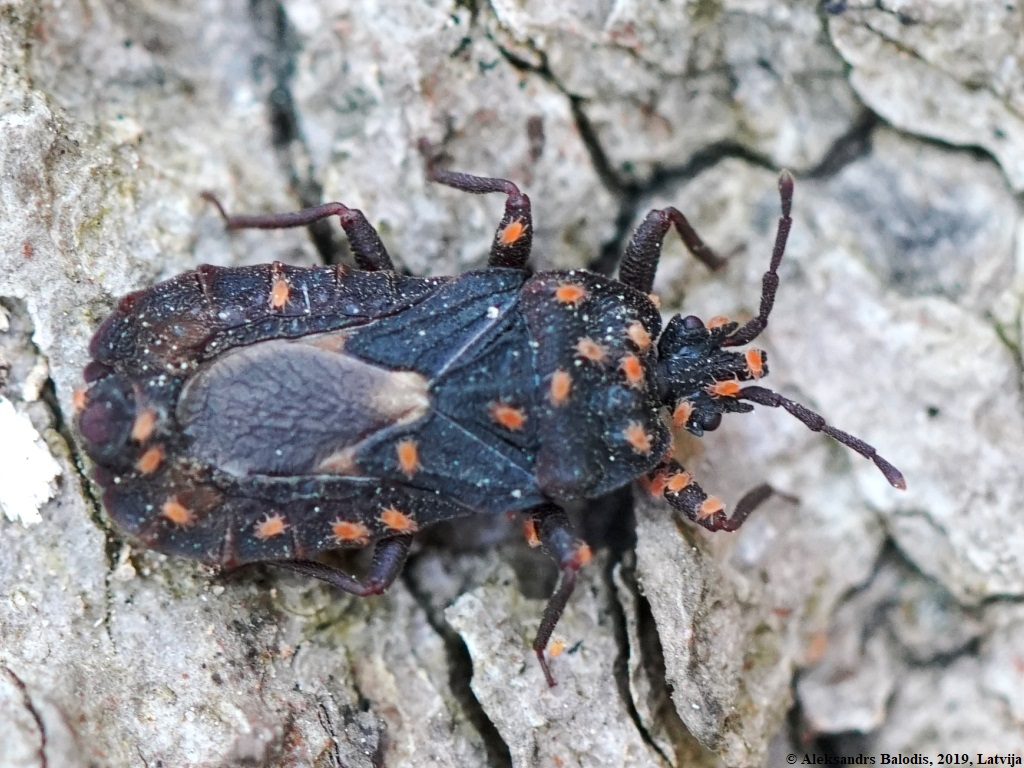
Mezira tremulae

- Macrosaldula shikokuana, jap. オモゴミズギワカメムシ
- Micracanthia boninana, jap. オガサワラミズギワカメムシ
- Micracanthia hasegawai, jap. ヒメミズギワカメムシ
- Appasus japonicus, jap. コオイムシ
- Laccotrephes maculatus, jap. エサキタイコウチ
- Ranatra longipes, jap. マダラアシミズカマキリ
- Cymatia apparens, jap. ミゾナシミズムシ
- Hesperocorixa distanti hokkensis, jap. ホッケミズムシ
- Hesperocorixa kolthoffi, jap. オオミズムシ
- Hesperocorixa mandshurica, jap. ナガミズムシ
- Xenocorisa vittipennis, jap. ミヤケミズムシ
- Notonecta montandoni, jap. オキナワマツモムシ
- Lygocorias boninensis, jap. オガサワラチャイロカスミカメ
- Miyamotoa rubicunda, jap. ミヤモトベニカスミカメ
- Pseudoloxops miyamotoi, jap. クヌギヒイロカスミカメ
- Pseudophylus flavipes, jap. リンゴクロカスミカメ
- Stenonabis extremus, jap. ツマグロマキバサシガメ
- Elatophilus nipponensis, jap. ヒラタハナカメムシ
- Kitocoris omura, jap. オオムラハナカメムシ
- Lyctocoris beneficus, jap. ズイムシハナカメムシ
- Xylocoris hiurai, jap. クロアシブトハナカメムシ
- Acanthaspis cincticrus, jap. ハリサシガメ
- Caunus noctulus, jap. アシボソトビイロサシガメ
- Coranus spiniscutis, jap. ハイイロイボサシガメ
- Elongicoris takarai, jap. タカラサシガメ
- Gardena boninensis, jap. ムニンアシナガサシガメ
- Gardena melinarthrum, jap. オオアシナガサシガメ
- Polytoxus vagans, jap. トゲナガユミアシサシガメ
- Sphedanolestes albipilosus, jap. ヒメシマサシガメ
- Aradus herculeanus, jap. オオカバヒラタカメムシ
- Glochocoris infantulus, jap. ケシヒラタカメムシ
- Mezira tremulae, jap. ヤセオオヒラタカメムシ
- Clerada apicicornis, jap. ミナミナガカメムシ
- Peritrechus femoralis, jap. ハマベナガカメムシ
- Poeantius lineatus, jap. アシナガナガカメムシ
- Scolopostethus odoriko, jap. オドリコナガカメムシ
- Canthophorus niveimarginatus, jap. シロヘリツチカメムシ
- Brachymna tenuis, jap. ヒラタトガリカメムシ
- Dalpada cinctipes, jap. ツシマキボシカメムシ
- Plautia cyanoviridis, jap. ルリカメムシ
- Rhynchocoris humeralis, jap. ミカントゲカメムシ

## Unzureichende Datengrundlage (DD)
10 Arten:

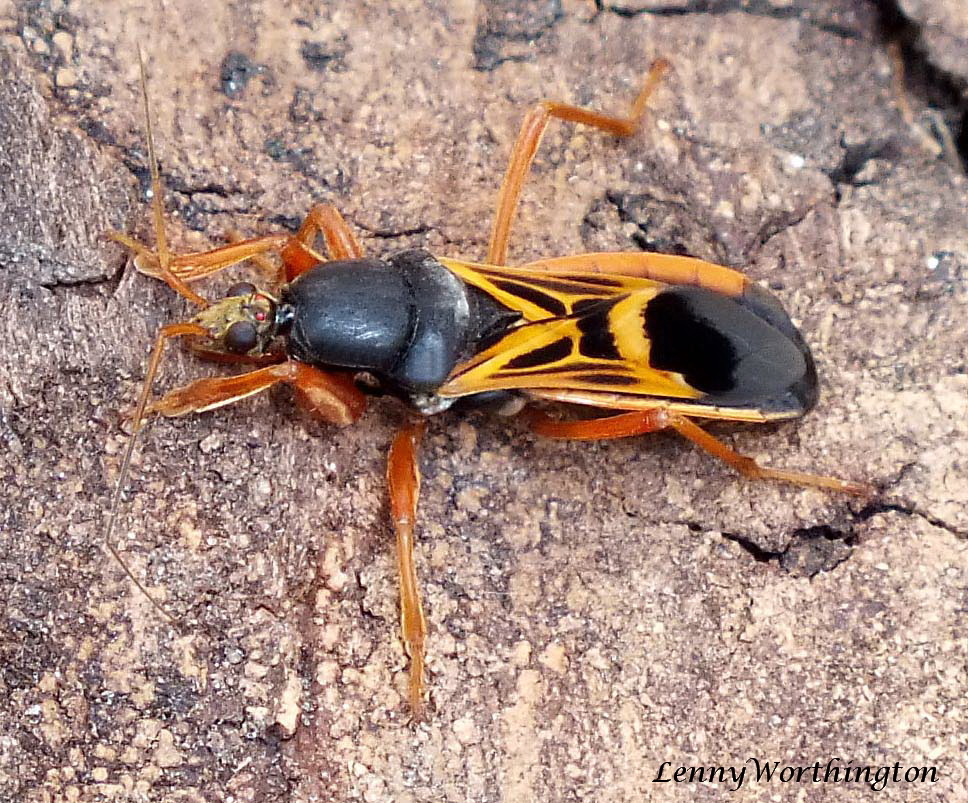
Ectomocoris elegans

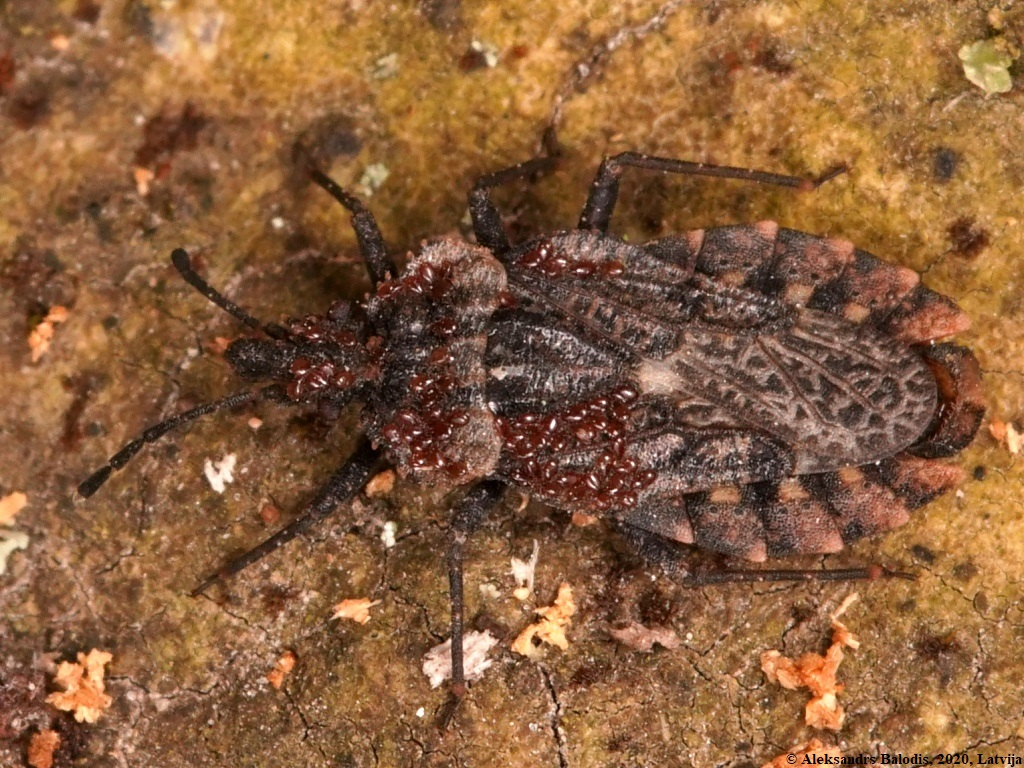
Aradus betulae

- Tinocallis insularis, jap. ムクロジヒゲマダラアブラムシ
- Hypselosoma hirashimai, jap. アマミオオメノミカメムシ
- Hypselosoma matsumurae, jap. オオメノミカメムシ
- Arctocorisa kurilensis, jap. チシマミズムシ
- Glaenocorisa cavifrons, jap. オオメミズムシ
- Physatocheila distinguenda, jap. コリヤナギグンバイ
- Ectomocoris elegans, jap. ヤエヤマサシガメ
- Empicoris brachystigma, jap. フタオビマダラカモドキサシガメ
- Haematoloecha rufithorax, jap. ツシマアカサシガメ
- Aradus betulae, jap. カバヒラタカメムシ